# Be'erot Yitzhak
Be'erot Yitzhak (em hebraico: בארות יצחק; romaniz.: Yitzhak Wells) é um kibutz situado no centro de Israel. Em 2022 tinha uma população de 465 habitantes. O kibutz Be'erot Yitzhak estava originalmente localizado no Neguev, perto de Gaza. Em 1952, ele foi restabelecido em sua localização atual ao sul de Petah Tikva.

## História

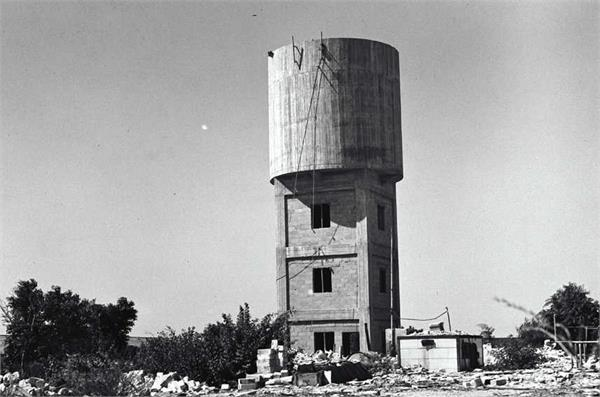
O kibutz em 1945

Durante os séculos XVIII e XIX, a área fazia parte do subdistrito de Lida, que abrangia a área da atual cidade de Modi'in-Maccabim-Re'ut, no sul, até a atual cidade de El'ad, no norte, e do sopé das montanhas, no leste, através do Vale de Lod, até os arredores de Jafa, no oeste. Esta área abrigava cerca de 20 aldeias rodeadas por dezenas de milhares de hectares de terras agrícolas.
O kibutz foi estabelecido pela primeira vez em 1943 perto de Gaza. Os colonos eram imigrantes da Tchecoslováquia e da Alemanha, membros do movimento HaPoel HaMizrachi. Em 1947, tinha uma população de 150 habitantes. Durante a Guerra Árabe-Israelense de 1948, o kibutz sofreu sérias perdas e foi seriamente danificado pelo Exército Egípcio na Batalha de Be'erot Yitzhak, que incluiu bombardeios aéreos.
O kibutz mudou-se para sua localização atual no centro de Israel em 1952.